# Luftfahrtindustrie
Zur Luftfahrtindustrie zählen alle Produktionsstätten, die im Flugzeugbau involviert sind. Hauptsächlich sind dies die Flugzeughersteller sowie ihre Zuliefererbetriebe. In der Luftfahrtindustrie wird auch zwischen dem zivilen und militärischen Einsatzbereich unterschieden. Die Herausforderungen für Innovationen und Forschungen zielen auf Umweltverträglichkeit, Verbesserung des Komforts für Passagiere, Steigerung der Transportleistung und der Effizienz für künftige Luftfahrzeuge ab.

## Luftfahrtindustrie in Deutschland
Durch Protagonisten und Firmen wie Huth, Müller, Rumpler, Fokker, Junkers, Aviatik und andere entwickelte sich seit 1909 bis zum Ende des Ersten Weltkriegs eine leistungsfähige deutsche Luftfahrtindustrie, deren kontinuierliche Weiterentwicklung nach 1918 durch den Versailler Vertrag behindert wurde. Die erst am 1. März 1935 offiziell gegründete Luftwaffe der Wehrmacht war zuvor jahrelang im Geheimen aufgebaut worden. Ihre Aufrüstung war 1935 in vollem Gange. Anfang 1933 arbeiteten in allen deutschen Flugzeugwerken zusammen nur knapp 4000 Mann; 1938 waren es 204.100 (Näheres und Quellen hier).
Nach dem Zweiten Weltkrieg begann die industrielle Flugzeug-Großserienfertigung 1956 mit der Dornier Do 27. Der Umsatz der deutschen Luftfahrtindustrie konnte einen stetigen Zuwachs verzeichnen und betrug im Jahr 2007 18,75 Mrd. Euro. Dabei entfielen 13 Mrd. Euro auf die zivile Teilbranche und 5,75 Mrd. Euro auf den militärischen Sektor. Parallel dazu entwickelte sich die direkte Beschäftigtenzahl auf 77.440 im Jahr 2007, ergänzend sind weitere Arbeitsstellen in der Allgemeinen Verwaltung zu finden. Der Forschungs- und Entwicklungsanteil in der Luftfahrtindustrie betrug 2007 fast 17 Prozent des Umsatzes. Die Bundesregierung unterstützt mit dem Luftfahrtforschungsprogramm seit 1995 die Luftfahrtindustrie. Für die Periode 2007–2013 plante man 2007 Ausgaben in Höhe von 590 Mio. Euro.
Die deutsche Luftfahrtindustrie ist stark regional konzentriert in Ballungszentren. Schwerpunkte bilden der Raum Hamburg, wo jeder dritte Beschäftigte der deutschen Luftfahrtindustrie arbeitet, sowie Augsburg, Bremen und München. Auch bei den Regionen Frankfurt und Berlin / Brandenburg kann (trotz deutlichem Abstand) von einer Relevanz für die Luftfahrtindustrie gesprochen werden.
In Augsburg befinden sich zudem viele Zulieferer von Carbon-Komponenten. Am Standort wird an der Universität Augsburg und im Augsburg Innovationspark seit einiger Zeit Forschung und Entwicklung betrieben.

## Unternehmen in Deutschland
- Behr GmbH & Co. KG
- Breezer Aircraft
- Broetje-Automation
- Diehl Aerospace
- Extra Aircraft
- Airbus Group
- Grob Aircraft
- Leistritz Group
- Liebherr
- MTU Aero Engines
- Premium Aerotec
- Recaro
- Rockwell Collins
- Rolls-Royce Group
- RUAG
- Schaeffler-Gruppe
- Telair International
- Zeppelin Luftschifftechnik

## Unternehmen in Österreich
- Diamond Aircraft
- FACC AG

## Unternehmen in der Schweiz
- Pilatus Aircraft
- RUAG Aviation und RUAG Aerostructures

Den Startschuss für die Schweizer Luftfahrtindustrie setzte die Gründung der Flug- und Fahrzeugwerke Altenrhein durch eine Produktionsverlagerung von Dornier.

## Besonderheiten
Eine große Rolle spielt die Entwicklung des US-Dollars im internationalen Tätigkeitsfeld, da der Verkauf über diese Währung abgewickelt wird. Laut einer Umfrage der BDLI haben Unternehmen mit mehr als 250 Mitarbeitern mit jedem Cent Verschlechterung des US-Dollars einen Ertragsverlust von mehr als 5 Prozent im operativen Geschäft zu verzeichnen. Dies ist besonders kritisch zu betrachten bei der Entwicklung des Dollars in den letzten Jahren.
Von den Forschungsentwicklungen der Luftfahrtindustrie profitieren des Weiteren auch andere Branchen. Erfahrungen in der Aerodynamik und des Leichtbaus fließen auch in den Fahrzeugbau oder bei Schnellbahnen ein.

## Messen
Die größten Messen der Luftfahrtindustrie sind die Paris Air Show und die Farnborough International Airshow, die im jährlichen Wechsel stattfinden. Die bedeutendste deutsche Luftfahrtmesse ist die Internationale Luft- und Raumfahrtausstellung in Berlin.